# Dorfkirche Lanke
Koordinaten: 52° 45′ 41,4″ N, 13° 33′ 53,8″ O
Die evangelische, denkmalgeschützte Dorfkirche Lanke steht in Lanke, einem Ortsteil der Gemeinde Wandlitz im Landkreis Barnim des Bundeslandes Brandenburg. Die Kirche gehört zum Kirchenkreis Barnim der Evangelischen Kirche Berlin-Brandenburg-schlesische Oberlausitz (EKBO). Das heutige Gebäude wurde in den 1860er Jahren anstelle eines Vorgängerbaus aus dem 17. Jahrhundert errichtet.

## Lage
Das Gotteshaus befindet sich auf einem flachen Endmoränenhügel, der von der Dorfstraße umgeben wird und hat die Adresse Baggerberg 1/5. Auf dem Kirchenareal liegt auch der frühere Dorffriedhof, von dem einige Grabmale und eine kleine Friedhofskapelle erhalten sind. Diese konnte in den 2010er Jahren vom Förderverein Lanke e. V.  instand gesetzt werden.
Südlich, in einem Abstand von ungefähr 15 m zum Kirchengebäude steht ein gleichzeitig erbautes Pfarrhaus, welches Ende des 20. Jahrhunderts um ein neues Gemeindehaus ergänzt wurde. Letzteres hebt sich baulich deutlich von den unverputzten Backsteinbauten ab, es ist weiß verputzt und mit einem roten Ziegeldach abgeschlossen.

## Geschichte
Die erste Kirche im Gutsdorf am Obersee wurde im Jahr 1670 erstmals in einem Dokument erwähnt. Über die Jahrhunderte verfiel sie stetig und 1860 zerstörte ein Feuer große Teile. Die Christengemeinde beschloss in den 1860er Jahren einen Neubau an alter Stelle. Bis auf wiederverwendungsfähige Materialien wurde das (vermutliche) Fachwerkbauwerk abgetragen.
Die neugotische Saalkirche aus gelben Backsteinen wurde 1867/68 erbaut. Weder der Architekt noch der Bauherr sind dokumentiert.
Einige Jahre nach der Wende, 2009/2010 erfolgte eine denkmalgerechte Instandsetzung der Apsis, innen und außen, wobei die ursprüngliche Ausmalung (Umrandung der Fensternischen in grün-gelben Streifen) wieder hergestellt wurde.

## Architektur

### Außen
Das Kirchengebäude besteht aus einem Langhaus, das mit einem Satteldach und dieses wiederum mit glasierten dunkelgrauen Dachziegeln gedeckt ist. Unter der Dachtraufe verläuft beidseitig ein aus Ziegelsteinen geformter dreieckig-ornamentaler Fries. An den Hauptbau schließen sich im Osten eine fünfseitige Apsis, die von Strebepfeilern gestützt wird, und im Westen ein Kirchturm an, den Gesimse in drei Geschosse gliedern.
Im Erdgeschoss des Kirchturms ist das Portal mit einem spitzbogigen Gewände eingebaut. Das erste Obergeschoss ist mit Lisenen an den Ecken und einem Bogenfries verziert. Das zweite Obergeschoss, dessen Wände mit dreieckigen Ziergiebeln abschließen, beherbergt hinter den als Biforien gestalteten Klangarkaden den Glockenstuhl. Aus dem Faltdach des Kirchturms erhebt sich ein achteckiger Aufsatz, auf dem ein schiefergedeckter Helm sitzt. – Im Giebel der Glockenstube ist eine Kirchturmuhr platziert, die auf allen vier Seiten weiße runde Zifferblätter mit arabischen Zahlen trägt.
Das Kirchenschiff erhält sein Tageslicht durch je drei hohe Spitzbogenfenster an beiden Längsseiten. Weitere Fenster – je eins neben dem Turmbau und fünf Schmuckfenster im Chorraum – lassen noch mehr Licht einfallen.
Die Abmessungen des Sakralgebäudes betragen: Länge zirka 13 m, Breite zirka 10 m. Der Grundriss des Kirchturms ist quadratisch mit Seitenlängen von etwa 4,50 m.
Der Zugang zum Gottesdienstraum ist teilweise barrierefrei.

### Innen
Der Innenraum des Langhauses ist mit einer geknickten flachen Decke überspannt, die aus Brettern zwischen auf Konsolen aufliegenden Unterzügen besteht. Die Apsis ist innen mit einem 5/8-Kreuzgratgewölbe überdeckt.
Eine Empore für die Orgel wurde auf der Westseite des Kirchenraumes eingebaut, sie ruht auf hölzernen Konsolen und verfügt über eine naturbelassene Balustrade mit Schnitzbögen auf grünem Grund.

## Ausstattung
Die Kirchenausstattung aus der Bauzeit ist weitestgehend erhalten geblieben.

### Altar und Chorraum

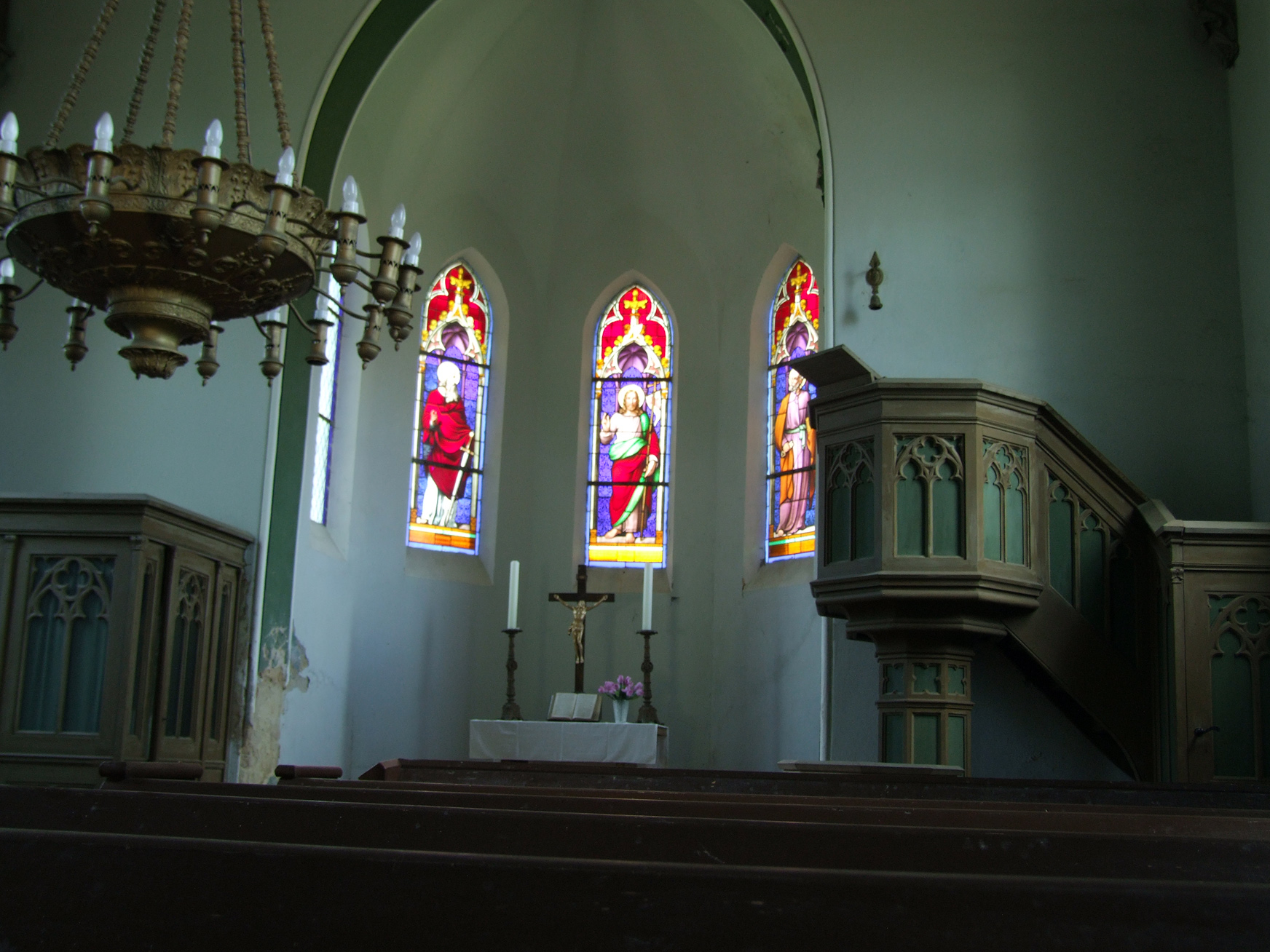
Chorraum mit Altar, Kanzel und Schränkchen

Die mittleren drei Chorfenster sind aus normalem Fensterglas gefertigt und mit farbigen Glasmalereien versehen, die je einen Kirchenheiligen zeigen: Christus, Paulus und Petrus unter Baldachinen.
Die beiden Seitenfenster enthalten klares Fensterglas.
Im Bogen der Apsis steht ein niedriges einfaches Altartischchen, auf welchem Altarkerzenleuchter und ein Kruzifix platziert sind.
Die Kanzel ruht auf einer kurzen Säule und ist über ein Treppchen erreichbar. Der sechseckige Kanzelkorb ist mit Ornamentschnitzereien auf dunkelgrünem Grund verziert. Das gleiche Dekor wiederholt sich am Konsolschränkchen vor dem Chorbogen und am ausladenden Kronleuchter. Alle Ausstattungselemente sind aus Holz gefertigt und naturfarben belassen. Der Hängeleuchter zeigt mehr als 40 hölzerne Arme, an deren Enden (nun) elektrische Kerzen befestigt sind.
Oberhalb des Chorbogens sind im oberen Dreieck des Giebels zwei Engel als Wandmalerei mit Ansicht vom Saal aus dargestellt. Die restliche Fläche des Bogens ist weiß grundiert.

### Orgel

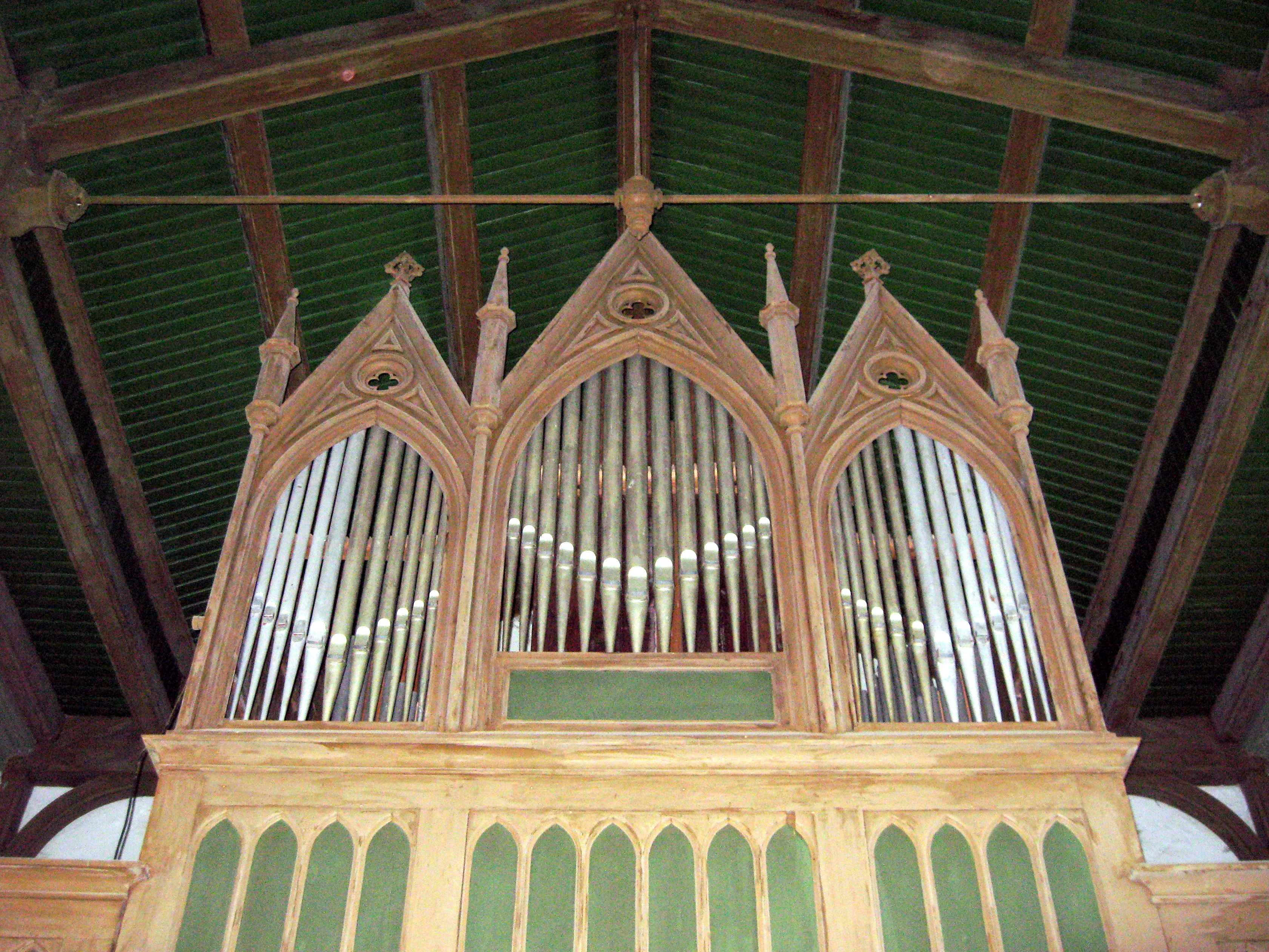
Orgelprospekt auf der Empore

Die Orgel auf der Empore wurde 1867 von Carl August Buchholz für die neue Kirche gebaut. Nach aktuellen Angaben der Pfarrei erfolgten Anfang des 21. Jahrhunderts eine Überarbeitung und ein Umbau des Kirchenmusikinstruments durch die Eberswalder Orgelbaufirma Kienscherf.
Disposition
| Manual C–f3  |    |
| Principal    | 8′ |
| Hohlflöte    | 8′ |
| Bourdon      | 8′ |
| Aeoline      | 8' |
| Octava       | 4′ |
| Flauto dolce | 4′ |
| Superoctava  | 2′ |

| Pedal C–d1 |     |
| Subbass    | 16′ |
| Violon     | 08′ |

- Pedalcoppel; Calcantenglocke

## Glocken
In der Glockenstube gibt es ein Geläut, denn der massive Kirchturm besitzt deutlich sichtbare Schallluken.

## Seelsorge

### Allgemein
Die Kirchgemeinde gehört zum Pfarrsprengel Biesenthal, zusammen mit den Dorfkirchen aus Danewitz und Rüdnitz. Die vier Kirchgemeinden geben regelmäßig einen Gemeindebrief heraus und sie unterhalten einen gemeinsamen Kirchenchor sowie einen Posaunenchor. Im Jahr 1990 gründeten Gemeindemitglieder den Förderkreis Alte Kirchen, um die Kirchgemeinden beim Erhalt und der Nutzung ihrer Gotteshäuser unterstützen zu können. Zudem veranlasste der Förderkreis auch die Bildung einer Stiftung Brandenburgische Dorfkirchen, die entsprechende Geldzuwendungen verwaltet.
Außer den kirchlichen Veranstaltungen wie Gottesdienste, Einsegnungen, Taufen u. dgl. gibt es in Lanke regelmäßig kirchenmusikalische Veranstaltungen (Konzerte, Kantatengottesdienste). Seit 2002 ist auch eine kleine Theatergruppe hier und in anderen Kirchen des Pfarrsprengels aktiv. Die Laienschauspieler führen adaptierte klassische Theaterstücke auf, die zunehmend gut besucht werden.

### Pfarrer (Auswahl)
- 2020, Januar–2022: Sven Stoltmann[8]
- seit 2022: Christoph Brust und Linda Hochheimer